# 村崎恭子
村崎恭子（日语：／ Kyoko Murasaki，1937年— ），阿伊努語研究者。橫濱國立大學名譽教授。研究領域為語言學、樺太阿伊努語學。

## 簡歷
- 1937年日治台灣台北州出生
- 1960年東京外國語大學外國語學部蒙古語學科畢業。進入東京大學文學部語言學系。
- 1967完成東京大學研究生院人文學科博士課程
  - 之後，他成為東京語言學院的研究員、東京外國語大學外國語學院附屬日本語學校的講師、北海道大學教授，然後成為橫濱國立大學的教授。
- 1977年獲得第五屆金田一恭介紀念獎（以樺太阿依努語為中心的阿伊努語一系列研究）
- 2002年橫濱國立大學退休

## 主要著作
- 『浅井タケ口述 樺太アイヌの昔話』草風館 ISBN 4883231186 C3096 2001年
- 『少数民族言語資料の記録と保存―樺太アイヌ語とニヴフ語―』大阪学院大学情報学部 2001年
- 『樺太アイヌ語口承資料 (2) 』横浜国立大学教育学部 1995年
- 『ユーカラ・おもろさうし』（共著）新潮社 ISBN 4106207257 1992年
- 『樺太アイヌ語口承資料1』北海道大学言語文化部 1989年
- 『アイヌ語基礎語彙集（東別方言と本別方言）』東京外国語大学 1983年
- 『カラフトアイヌ語 -文法編- 』1979年（国書刊行会）
- 『カラフトアイヌ語』1976年（国書刊行会）
- 『一般言語学』（共著）みすず書房  ISBN 4622019701 1973年
- 『樺太アイヌ語入門会話』First Step For the Sakhalin Ainu Language （樺太アイヌ語シリーズ１）平成２１年９月１１日 （緑鯨社）

## 連載
- アイヌ語地名で探る日本列島-『聚美』，2011年10月連載。

## 關聯項目
- 阿伊努語